# Giuliana
Giuliana è un comune italiano di 1 655 abitanti della città metropolitana di Palermo in Sicilia; sorge a circa 750 metri sul livello del mare.

## Storia

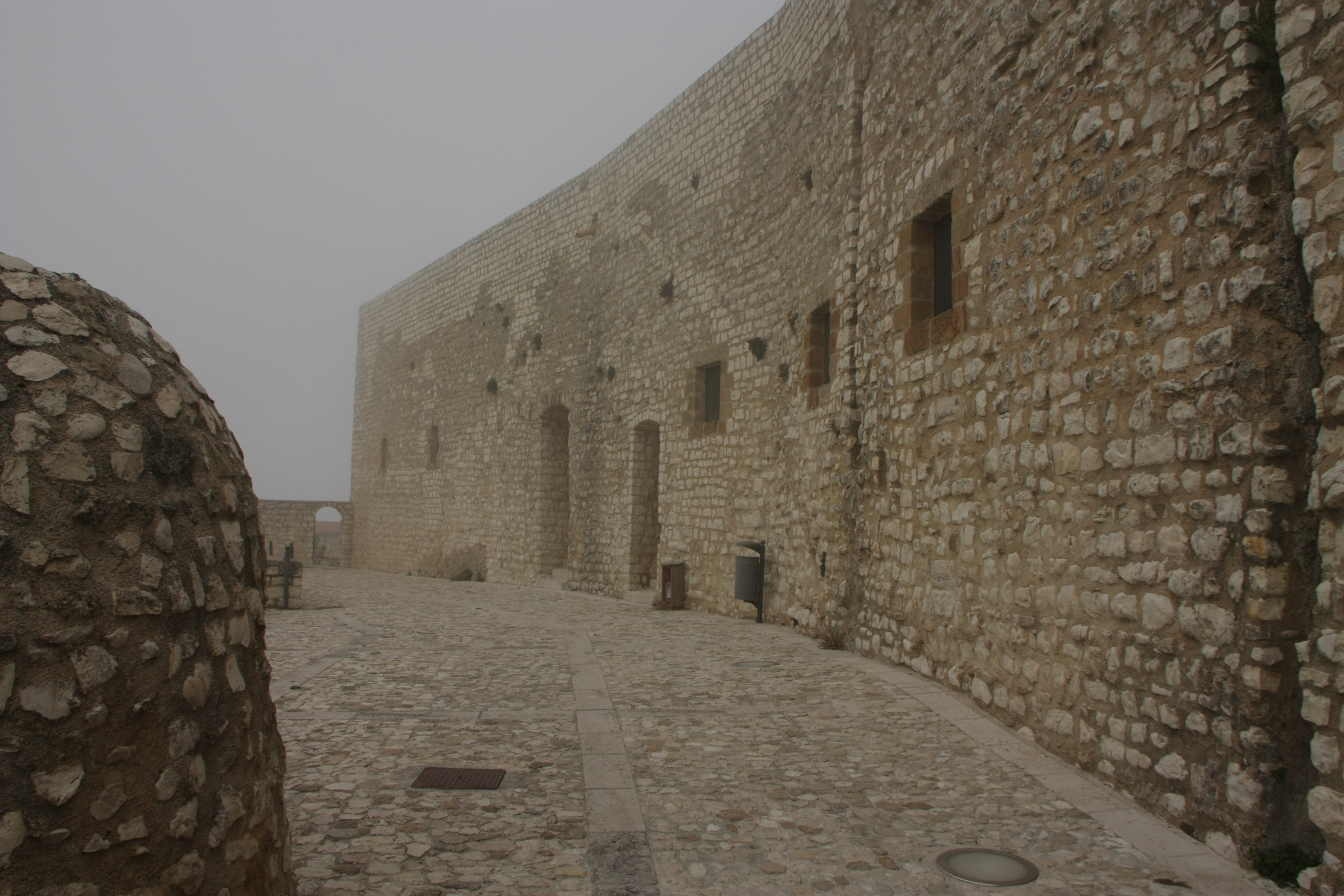
Il castello federiciano di Giuliana

Fino al 1185, sul monte dov'è adesso il paese, sorgeva un casale, che apparteneva alla «gens Julia» (da qui il nome). Proprio quell'anno l'imperatore Guglielmo il Buono lo cedette, insieme ad altri casali, al vescovo di Monreale.
La sua identità urbanistica, invece, si sviluppa a partire dal XIV secolo, quando Giuliana fu prima dei Ventimiglia e poi dei Peralta. Nel 1543, l'imperatore Carlo V elevò la cittadina al grado di marchesato. Nel 1640 il paese passò dai Cordona ai Gioeni, fino al 1812, quando venne abolito il sistema feudale. Proprio con la rievocazione storica dello «Status Julianae», avvenuta il 3 agosto 1997, l'intera comunità giulianese ha provato a riappropriarsi della sua memoria, facendo rivivere la solenne cerimonia che, nel 1543, l'elevò da Contea a Marchesato. «Paradigma della manifestazione - dice lo storico giulianese Antonino Giuseppe Marchese - è stato senz'altro il castello federiciano, appena finito di restaurare, seppure parzialmente, dalla Soprintendenza ai beni Culturali ed Ambientali di Palermo, nell'ambito degli interventi in favore dei monumenti svevi, o ad essi correlati, operati dalla Regione Siciliana in occasione dell'ottavo centenario della nascita di Federico II di Svevia (1194-1994)». Era stato inaugurato il 29 giugno 1997, "a cantiere aperto", questo singolare monumento dell'area corleonese, che Federico II volle per il suo alto valore strategico. La città, infatti, posta nell'estrema parte meridionale della provincia di Palermo, rappresentava - col suo castello svettante sulla Rocca - un ottimo osservatorio per dominare l'ampia vallata fino al mare della costa agrigentina. Il corpo di fabbrica sottostante, invece, dovette essere edificato nel seicento per ospitare un convento di monaci olivetani, dipendenti dalla vicina abbazia di Santa Maria del Bosco. Non è solo il castello, ma l'intero centro storico che fa ancora rivivere l'epoca normanno-sveva. "Centri più modesti di Giuliana - dice l'architetto Vincenzo Anello - hanno nel loro bagaglio di offerte al turista giostre, quintane, tenzoni, cortei in costume d'epoca". "In Italia...tanto retaggio storico verace ci tiene al riparo dalle invenzioni hollywoodiane, per cui basta volersi riappropriare di scorci di questo passato ancora attaccato alle pietre che ci stanno accanto e riviverli per la gioia e l'interesse di chi viene a trovarci e per il nostro amor proprio di posteri."
Nel 2022 il comune è stato colpito da un terremoto di magnitudo 4.2, le scosse si sono avvertite anche nei paesi limitrofi (soprattutto nella provincia d'Agrigento)

## Monumenti e luoghi d'interesse

### Architetture militari
- Castello di Federico II, costruzione d'epoca sveva
- Cuba, resti della costruzione araba

### Architetture religiose
- Chiesa Madre (ricostruzione novecentesca del trecentesco duomo)
- Santuario della Madonna dell'Udienza già chiesa del Carmine (rifacimento settecentesco dell'antica chiesa della SS. Annunziata; qui sono sepolte due figure di santità: Fra Simone Napoli da Calascibetta e Suor Glorietta Restivo)
- Chiesa del Santissimo Rosario (costruita tra il 1634 e il 1639)
- Chiesa della Santissima Trinità (1647), che custodisce una pala di Francesco Ragusa, del 1651.[4]
- Chiesa del Cuore Santissimo di Maria o del Collegio (iniziata a costruire nel 1771, fu completata nel 1817)
- Chiesa di San Nicolò di Bari o della Badia (1550)
- Chiesa del Santissimo Crocifisso (1738)
- Chiesa di Sant'Anna (di origine medievale, sorge fuori dal centro abitato).

## Società

### Evoluzione demografica
Abitanti censiti

## Amministrazione
Attualmente è in carica la lista civica "Uniti per Giuliana - Francesco Scarpinato sindaco" (dal 10 giugno 2018) 

## Sport

### Calcio
La principale squadra di calcio della città è l'U.S.D. Città di Giuliana che milita nel girone A siciliano di 1ª Categoria.